# Croix de Kergonien
La croix de Kergonien à Moustéru, une commune du département des Côtes-d'Armor dans la région Bretagne en France, est une croix monumentale datant de 1748. La croix en granit a été inscrite monument historique le 31 mars 1926.
Cette croix porte sur son fût polygonal l'inscription « G.F.C. Le Hoarn », peut-être le nom de celui qui l'a fait ériger. 
Avec les croix de Kerviou et de Laitous, elle jalonne le trajet long d'une lieue de la procession des Rogations. 